# Tektoniet
Een tektoniet is een type gesteente dat gevormd is door tektonische krachten. Tektonieten worden daarom gekenmerkt door sporen van deformatie.
Tektonieten worden ingedeeld naar de soort van deformatie waarmee ze gevormd werden. Wanneer een tektoniet gevormd is door brosse deformatie, wordt het een cataclastisch gesteente genoemd. Op geringere diepten in de aardkorst, waar brosse deformatie plaatsvindt, zullen in breukzones vooral breukbreccies gevormd worden. Dit zijn gesteenten die bestaan uit losse, hoekige brokstukken (klasten) zonder interne cohesie. Als er geen grotere klasten dan 1 mm voorkomen spreekt men van breukklei. Op grotere diepte zal het gesteente nog altijd verbrokkelen maar zijn interne cohesie niet verliezen, men spreekt dan van een cataclasiet. 
Als het gesteente gedeformeerd is door ductiele deformatie spreekt men van een myloniet. Mylonieten kenmerken zich door duidelijke foliaties en vaak ook lineaties, die door de schuif in het gesteente gevormd werden.
Een speciaal type tektoniet is pseudotachyliet, dat voornamelijk bestaat uit een matrix van glas. Men denkt dat pseudotachylieten ontstaan als door een grote wrijving het materiaal in de breukzone smelt, om na afkoeling als glas te stollen.